# Stanton Friedman
Pour les articles homonymes, voir Friedman.
Stanton Terry Friedman (né le 29 juillet 1934 à Elizabeth (New Jersey) et mort le 13 mai 2019 à Toronto (Ontario) à 84 ans), est un ufologue professionnel américain. 
Il est reconnu pour sa participation en tant qu'enquêteur civil dans l'affaire du crash de Roswell. Il a travaillé comme physicien nucléaire en R&D dans plusieurs grandes entreprises de taille internationale.

## Biographie

### Formation universitaire
Diplômé du lycée Linden, Stanton Friedman étudie la physique à l'université de Chicago[réf. nécessaire], il obtient une licence ès sciences en 1955 et une maitrise ès sciences de physique nucléaire en 1956.

### Carrière en physique nucléaire
Stanton Friedman travaille pendant 14 ans dans le domaine industriel en tant que physicien nucléaire pour des entreprises telles que General Electric (1956-1959), Aerojet General Nucleonics (1959-1963), General Motors (1963-1966), Westinghouse (1966-1968), TRW Systems (1969-1970) et McDonnell Douglas, où il a travaillé sur des programmes secrets avancés portant sur des avions à propulsion nucléaire, des missiles à fission et fusion nucléaire, et des réacteurs nucléaires compacts destinés à l'application spatiale. 
Depuis les années 1980, Stanton Friedman aide la recherche industrielle, à titre de consultant, dans le domaine de la détection du radon. Stanton Friedman est affilié professionnellement aux American Nuclear Society, American Physical Society, American Institute of Aeronautics and Astronautics (AIAA) et AFTRA[réf. nécessaire].

### Étude et enquête sur les ovnis
En 1970, Stanton Friedman quitte son emploi à temps plein comme physicien nucléaire pour contribuer scientifiquement à la recherche portant sur les ovni6s. Depuis, il a donné des conférences dans plus de 600 collèges et universités et dans plus de 100 groupes professionnels, dans plus de 50 États (États-Unis), 9 provinces (Canada) et dans 15 pays autres que Canada et les États-Unis. De plus, il a travaillé comme consultant sur le sujet. Il a publié plus de 80 essais portant sur les ovnisI et a été invité dans plusieurs émissions de radio et télévision. Il a aussi fourni un témoignage écrit à des audiences du Congrès et est apparu à deux reprises aux Nations unies,.
Stanton Friedman a de façon constante préféré le terme « soucoupe volante » dans ses travaux, disant : « Les soucoupes volantes sont par définition des ovnisI, mais très peu d'ovnis sont des soucoupes volantes. Je suis intéressé par ces dernières, et non par les premiers » (Flying saucers are, by definition, unidentified flying objects, but very few unidentified flying objects are flying saucers. I am interested in the latter, not the former).

## Position de Stanton Friedman sur le phénomène ovni
Stanton Friedman a été le premier civil à documenter le site de Roswell et à soutenir l'hypothèse qu'il s'agissait d'un accident authentique d'un véhicule spatial extraterrestre. En 1968, Stanton Friedman affirma devant un comité du U.S. House of Representatives que certains faits suggèrent que la Terre est visitée par des véhicules extraterrestres contrôlés de façon intelligente. Friedman a aussi affirmé que plusieurs observations d'ovnis laissent croire que ces véhicules possèdent une maîtrise de la propulsion magnétohydrodynamique (MHD).
En 1996, après avoir étudié les documents « Majestic 12 », Stanton Friedman affirma qu'il n'y avait pas de raison de douter de leur authenticité.
En 2004, à l'émission de radio Coast to Coast de George Noory, Stanton Friedman et Seth Shostak, astronome senior du SETI, ont débattu du phénomène ovni. Comme Friedman, Shostak croit en l'existence d'une vie intelligente extraterrestre. En revanche, à l'inverse de Friedman, Shostak ne croit pas qu'une telle forme de vie soit sur Terre ou que le phénomène ovni y soit lié.
Stanton Friedman a émis l'hypothèse que les ovnis pourraient provenir d'étoiles similaires au Soleil se trouvant « à proximité » de notre système solaire. (p. 217).
Comme preuve qu'il cite souvent pour soutenir cette dernière hypothèse est la carte stellaire dessinée par Betty Hill (prétendue victime d'enlèvement extraterrestre) durant une session d'hypnose. Cette dernière carte stellaire lui aurait été montrée par ses ravisseurs. L'astronome Marjorie Fish a construit un modèle en trois dimensions des étoiles proches de nous qui sont similaires au Soleil et arrive à la conclusion qu'il y a une concordance avec la perspective de Zeta Reticuli. Ce dernier système est distant de 39 années-lumière de la Terre. La concordance des cartes stellaires Hill/Fish a fait l'objet de débats très animés dans l'édition de décembre 1974 du mensuel Astronomy,, dans laquelle Friedman et d'autres spécialistes ont défendu la validité statistique de la concordance.

### SETI
Stanton Friedman a émis de solides critiques contre le SETI. Friedman est contre le statut implicite du SETI qui semble déclarer qu'il n'y a pas eu de visites  extraterrestres, car il dit que le SETI ne cherche que des signaux intelligents, et non pas des intelligences extraterrestres ou des êtres extraterrestres. Friedman maintient que la solide réputation du SETI  et les déclarations publiques répétées de ce dernier affirmant n'ayant encore trouvé aucun signal intelligent ont eu la fâcheuse tendance de dissuaderr journalistes et scientifiques d'enquêter sur le sujet (p. 129).
Freidman a critiqué Carl Sagan, un promoteur du projet SETI, pour avoir ignoré des preuves empiriques, comme +600 "inconnus" ("unknowns") du Project Blue Book Special Report No. 14. Stanton Friedman affirme que ces données contredisent les déclarations de Sagan dans son livre Other Worlds, disant : reliable cases are uninteresting and the interesting cases are unreliable"  (« les cas fiables ne sont pas intéressants et les cas intéressants ne sont pas fiables »).
En particulier, Friedman fait référence à un tableau du Project Blue Book Special Report No. 14 qui montre que si la qualité d'une observation d'ovni est grande, celle-ci sera annotée "unknown" ( « inconnu ») et aura moins de raison de mériter la mention "insufficient information" (« ne contient pas assez d'informations »)(p. 42).

### Opinion publique et scientifique
Stanton Friedman déclare que la plupart des gens ne sont pas familiers avec les nombreuses études scientifiques sérieuses couvrant le sujet. Lors de ces conférences il affirme qu'en moyenne seulement 1-2 % des gens connaissent l'existence seulement de ces recherches. Par exemple, lors d'une conférence avec des  journalistes canadiens, l'attitude de ces derniers a changé plus le temps passait car ils n'avaient aucune idée qu'il y avait autant d'informations solides sur le sujet, en opposition avec le non-sens permanent des revues à potins, vue comme la première source d'information sur les ovnis (p. 202).
Friedman affirme que la majorité des gens croient que les ovnis sont réels et qu'un certain groupe de scientifiques le croient aussi. Friedman se basent sur ces données pour supporter sa position :
- Des sondages Gallup entre 1966 et 1987 ont demandé la question suivante à des gens : Est-ce que les ovnis sont réels ou juste le produit de l'imagination populaire ? Les résultats sont 61 %, 64 %, 68 % et 60 %, des gens y croient, en 1966, 1977, 1978 et 1987, respectivement.

- En tout respect pour la science, un sondage a été effectué par Industrial Research and Development en 1971 et 1979. Des répondants qui ont pris position, 64 % et 69 % ont dit croire que les ovnis existent probablement et/ou définitivement. De ce groupe, 32 % et 44 % considèrent le phénomène comme venant de l'espace en 1971 et 1979, respectivement. Le restant du sous-groupe est divisé en deux parties égales : une partie y voyant des phénomènes naturels et l'autre moitié est « indécise ».

- Le Dr Peter Sturrock a aussi sondé les membres du American Astronomical Society et a trouvé que plus un individu lira la documentation portant sur les ovnis, plus il sera, apparemment, porté à accepter la réalité du phénomène[3] (p. 210).

## Critiques et controverses
Stanton Friedman est reconnu pour son franc-parler, ses positions articulées ainsi que pour ses critiques à l'endroit des sceptiques, disant de lui-même qu'il n'est pas un ufologiste ayant à se justifier tout le temps. Ses positions sont regardées comme controversées dans les médias et certains cercles scientifiques, mais Stanton Friedman clame n'avoir reçu que très peu d'opposition à ses nombreuses conférences, la plupart dans des universités et collèges et devant ses pairs, groupes d'ingénieurs ou physiciens (p. 24). Il a participé à de nombreux débats dans les médias, incluant une entrevue à CNN avec le sceptique des OVNI, Michael Shermer.
Stanton Friedman a été critiqué par les sceptiques et autres spécialistes du crash de Roswell pour sa prise de position concernant les documents Majestic 12. Il a été lui-même le premier à fournir des éléments de preuves afin de discréditer certains des documents qui étaient des canulars. Par exemple, il a montré qu'un supposé mémo de l'amiral Hillenkoetter à Truman, daté « Feb/17/48 », était actuellement une imitation d'une lettre du général George Marshall au président Franklin Roosevelt qui apparaît dans le livre The American MAGIC. Stanton Friedman avait déjà épluché les documents Maj-12 avant d'être informé de ces irrégularités par William Moore et Jaime Shandera en 1984,. Il a émis des réserves sur les documents originaux. Par exemple, Philip J. Klass a clamé des incongruités lexicographiques basées sur l'usage de caractères de type Pica (point pica) dans le mémo Cutler/Twining et a offert 100 $, en défi à Friedman, pour chaque exemple légitime de l'usage du type Pica comme dans le mémo. Stanton Friedman a fourni 14 exemples et a été payé 1 000 $ par Klass.

## Travaux

### Livres
- (en) Flying Saucers & Science, 2008, 320 p.
- (en) Captured! The Betty and Barney Hill UFO Experience. Co-auteur Kathleen Marden. Career Press / New Page Books, 2007.  (ISBN 978-1-56414-971-8),  (ISBN 978-1-56924-741-9)
- (en) Top Secret/MAJIC, Marlowe + Co. 2005, 296 p.  (ISBN 1-56924-342-5)  (ISBN 978-1-56924-342-8)
- (en) Crash at Corona: The Definitive Story of The Roswell Incident. Co-auteur Don Berliner, 1997.  (ISBN 978-1-931044-89-9)
- (en) Science was Wrong: Startling truths about cures, theories, and inventions "They" declared impossible. Co-auteur Kathleen Marden. Pompton Plains (New Jersey), New Page Books, 2010.

### Vidéos
- (en) Safespace - Fastwalkers - Winter 2006
- (en) UFOs: Stanton Friedman's revelation - une interview de Stanton Friedman
- (en) 2 DVD - FLYING SAUCERS ARE REAL DVD (pas de VHS) Vol. 1, 1993 Vidéo 84  min (filmé au Kennedy Space Center) et FLYING SAUCERS ARE REAL Vol. 2, 1996, 75 min pour un total de 168 min.
- (en) 2006 151 minutes, 2 disc DVD set "UFO SECRET MJ-12: Do You Believe in  Majic?". "Includes Canadian TV Broadcast "Do You Believe in Majic?" (Mostly Stan Friedman vs. Karl Pflock + Stan Friedman's Lecture at Aztec 2003 about Roswell and MJ-12++ outtakes from DYBM.
- (en) RECOLLECTIONS OF ROSWELL DVD, 105 min, Featuring testimony from 27 Roswell witnesses.
- (en) Débat "Are Flying Saucers Real?", VHS 2 h. Débat STF vs. USAF Pilot Major James Magaha, Middle Tenn. State Univ, janvier 2004. Inclus Q & A.
- (en) UFOs Are Real (1979) VHS - 92 min.

### CD
- (en) UFOs : The Real Story (1996)[13]
- (en) Nouveau CD des Ramey Memo Scans and Enhancements[13]